# Mùa bão Đông Bắc Thái Bình Dương 1997
Mùa bão Đông Bắc Thái Bình Dương 1997 là một mùa bão hoạt động rất mạnh, nguyên nhân bởi hiện tượng El Niño. Với hàng trăm người thiệt mạng cùng tổn thất hàng triệu USD, đây là một trong những mùa bão gây thiệt hại nhân mạng lớn nhất, và là mùa bão gây thiệt hại vật chất nhiều nhất từng được ghi nhận . Mùa bão chính thức bắt đầu từ ngày 15 tháng 5 năm 1997 trên vùng Đông (Bắc) Thái Bình Dương; và từ ngày 1 tháng 6 năm 1997 trên vùng Trung tâm Thái Bình Dương; cuối cùng kết thúc vào ngày 30 tháng 11 cùng năm. Đây là những thời điểm quy ước phân định khoảng thời gian tập trung hầu hết số lượng xoáy thuận nhiệt đới hình thành mỗi năm trên Đông Bắc Thái Bình Dương.
Trong mùa bão này đã có một vài cơn bão tác động đến đất liền. Đầu tiên là bão nhiệt đới Andres, nó đã khiến bốn người chết và hai người khác mất tích. Trong tháng 8, những tàn dư của bão nhiệt đới Ignacio đã gây thiệt hại nhỏ đến vùng Tây Bắc Thái Bình Dương và California. Sang tháng 9, Linda đã trở thành cơn bão mạnh thứ hai từng được ghi nhận trong lịch sử trên vùng Đông Bắc Thái Bình Dương, dù vậy nó không đổ bộ lên đất liền. Bão Nora đã gây lũ lụt và tổn thất cho vùng Tây Nam Hoa Kỳ, trong khi đó bão nhiệt đới Olaf đã đổ bộ hai lần và khiến 18 người thiệt mạng cùng vài người khác mất tích. Vào đầu tháng 10, bão Pauline là nguyên nhân gây ra cái chết của hàng trăm người và nó đã gây thiệt hại kỷ lục tại vùng Đông Nam Mexico. Ngoài ra, có hai cơn bão hình thành trên khu vực này sau đó vượt đường đổi ngày quốc tế và gây tổn thất nghiêm trọng bên vùng Tây Bắc Thái Bình Dương, bão Oliwa và Paka. Mùa bão đã chứng kiến hai cơn bão cấp 5 là Linda và Guillermo.
Mùa bão 1997 đã tạo ra 17 cơn bão nhiệt đới, nhiều hơn 2 cơn so với trung bình. Số lượng bão cuồng phong là 10, cũng nhiều hơn trung bình 2 cơn. Và số lượng bão (cuồng phong) lớn (major hurricane) là 7, lớn hơn so với giá trị trung bình là 4. Tổng hợp lại, đây là một mùa bão hoạt động mạnh hơn tương đối đáng kể so với trung bình.

## Tóm lược mùa bão
Mùa bão Đông Bắc Thái Bình Dương 1997 chính thức bắt đầu từ ngày 15 tháng 5 năm 1997 trên vùng Đông Bắc Thái Bình Dương; và từ ngày 1 tháng 6 năm 1997 trên vùng Trung tâm Thái Bình Dương; cuối cùng kết thúc vào ngày 30 tháng 11 cùng năm. Đây là những thời điểm quy ước phân định khoảng thời gian tập trung hầu hết số lượng xoáy thuận nhiệt đới hình thành mỗi năm trên khu vực này. Tuy nhiên, mùa bão đã kéo dài khá xa so thời điểm kết thúc chính thức, khi mà bão nhiệt đới Paka hình thành vào ngày 2 tháng 12 và tan 19 ngày sau trên vùng Tây Bắc Thái Bình Dương.
Đây là một mùa bão hoạt động khá mạnh, do hiện tượng El Niño mạnh xảy ra tại thời điểm đó. Bởi El Niño, đột đứt gió đã giảm và nhiệt độ nước biển tăng, tạo ra những điều kiện thuận lợi hơn cho các xoáy thuận nhiệt đới trên vùng Đông Bắc Thái Bình Dương. Tổng cộng có 24 xoáy thuận, bao gồm cả năm áp thấp nhiệt đới không có tên, 19 trong số đó hình thành trên vùng Đông Bắc Thái Bình Dương. Có 8 cơn bão nhiệt đới, 10 bão cuồng phong, 7 cơn bão đạt cấp độ lớn hơn 3 trong thang Saffir-Simpson. Cơn bão cuồng phong đầu tiên của mùa bão là Dolores, và bão lớn đầu tiên là bão Enrique. Trong giai đoạn chính thức (từ tháng 6 đến hết tháng 11), hầu như tháng nào cũng có vài cơn bão hoạt động.
Ở vùng Trung tâm Thái Bình Dương, hoạt động của xoáy thuận nhiệt đới cũng là mạnh hơn trung bình. Đã có hai cơn bão nhiệt đới hình thành tại đây, cùng với vài áp thấp nhiệt đới khác, và vài cơn bão di chuyển từ phía Đông sang. Có tổng cộng 9 xoáy thuận nhiệt đới di chuyển vào hoặc hình thành ở khu vực này, đây là con số cao nhất kể từ khi bắt đầu có những quan trắc vệ tinh. Cơn bão đầu tiên hình thành vào ngày 1 tháng 6, và với cơn bão cuối cùng tan vào ngày 21 tháng 12 thì đây là mùa bão kết thúc muộn nhất từng được biết đến. Tuy nhiên, bão Paka đã di chuyển ra khỏi khu vực từ ngày 6 tháng 12, và kể từ đó nó không còn thuộc về mùa bão Đông Bắc Thái Bình Dương. Do vậy với thời điểm 6 tháng 12, đây là mùa bão kết thúc muộn thứ hai, sau mùa bão 1983 và ngang bằng với mùa bão 1957.

### Bảng tóm lược
Mùa bão bắt đầu với sự hình thành của áp thấp nhiệt đới One-E vào ngày 1 tháng 6 và kết thúc với sự tan biến của bão Paka trong ngày 22 tháng 12. Tuy nhiên mùa bão này có thể được xem là đã kết thúc từ ngày 6 tháng 12, thời điểm mà bão Paka vượt đường đổi ngày quốc tế đi sang khu vực Tây Bắc Thái Bình Dương. Trong tháng 5 không có cơn bão nào hoạt động, tháng 6 có ba, tháng 7 bốn, tháng 8 bốn, tháng 9 năm, tháng 10 một, và tháng 11 có một cơn. Một điều rất bất thường là đã có một cơn bão nhiệt đới hình thành vào tháng 12, sau thời điểm kết thúc chính thức. Điều này chỉ xảy ra hai lần kể từ khi kỷ nguyên vệ tinh bắt đầu từ năm 1971, vào các mùa bão 1983 và 2010.

## Các cơn bão

### Bão Andres
Một vùng nhiễu động nhiệt đới đã dần tổ chức thành áp thấp nhiệt đới One-E vào ngày 1 tháng 6. Ngày hôm sau, nó đã mạnh lên thành bão nhiệt đới, với một hoàn lưu thứ hai hình thành ở phía Bắc - Tây Bắc hoàn lưu ban đầu. Tuy nhiên, hoàn lưu trước đã trở nên bị lấn át, và Andres mạnh lên thêm một chút. Sau một giai đoạn ngắn di chuyển theo quỹ đạo bình thường Tây Bắc, Andres đã bị tác động bởi gió Tây khiến cho nó vòng sang hướng Đông và trở thành cơn bão đầu tiên trong năm đe dọa đến Trung Mỹ. Dự báo ban đầu cho rằng hệ thống sẽ vượt qua eo đất và đi vào biển Caribe, tuy nhiên Andres đã chuyển hướng Đông Nam di chuyển song song với đất liền. Đây là lần đầu tiên ghi nhận được một cơn bão Đông Bắc Thái Bình Dương có quỹ đạo bất thường như vậy. Tiếp theo Andres suy yếu xuống còn áp thấp nhiệt đới và đổ bộ lên địa điểm gần San Salvador trong ngày 7 tháng 6 rồi tan không lâu sau đó.
Andres đã khiến bốn người thiệt mạng, cùng với hai ngư dân được báo cáo là mất tích. Bên cạnh đó, cơn bão còn gây tình trạng mất điện, lũ trên các con sông, một số vụ đụng xe, và làm hư hại khoảng 10 ngôi nhà. Lượng mưa lớn nhất được báo cáo tại Mexico là 11,42 inch (290 mm) ở Mazatan. Tổn thất cũng được ghi nhận tại Nicaragua. Bốn trường hợp thiệt mạng là tại Usulután, El Salvador do ngập lụt nặng.

### Bão Blanca
Áp thấp nhiệt đới Two-E hình thành từ một vùng áp suất thấp rộng lớn trong ngày 9 tháng 6, và chỉ sáu tiếng sau nó đã mạnh lên thành bão nhiệt đới Blanca. Cơn bão đạt đỉnh với vận tốc gió 45 dặm/giờ (75 km/giờ). Tuy nhiên, bởi hoàn lưu không ổn định, Blanca bắt đầu suy yếu, và đến ngày 12 tháng 6 nó đã giảm cấp xuống còn áp thấp nhiệt đới. Không lâu sau cơn bão đã mất đi hoàn lưu kín và do đó nó được tuyên bố là đã tan.
Blanca đã đe dọa đến đất liền trong một thời gian ngắn vào ngày 10 tháng 16 khi mà Cơ quan Khí tượng Quốc gia Mexico đưa ra những cảnh báo đến một số địa điểm. Tuy nhiên, ngay sau đó một áp cao đã chi phối hướng Blaca di chuyển ra xa đất liền. Khi Blaca nằm gần phía Nam vùng duyên hải Mexico, nó đã mang đến một lượng mưa 5,77 inch (147 mm) tại Fincha Chayabe/Maragaritas. Không có tổn thất lớn hay trường hợp thiệt mạng nào do tác động của Blanca nhìn chung là không đáng kể.

### Bão Carlos
Vào ngày 22 tháng 6, mây dông hoạt động tăng cường liên kết với một sóng đông trên khu vực cách đất liền khoảng vài trăm dặm. Ba ngày sau, đối lưu sâu trở nên tập trung hơn, và hệ thống đã phát triển thành một áp thấp nhiệt đới. Sau đó, áp thấp nhiệt đới đã mạnh lên thành bão nhiệt đới Carlos khi mà những dải mây đã xuất hiện nhiều hơn cùng dòng thổi ra trở nên rõ nét hơn. Tiếp tục di chuyển theo hướng Tây - Tây Bắc, Carlos đi vào vùng nước lạnh dẫn đến đối lưu suy giảm. Ngay sau đó, độ đứt gió tăng lên khiến hoàn lưu mực thấp của nó bị lộ ra. Đến sáng sớm ngày 27 Carlos suy yếu thành áp thấp nhiệt đới, trước khi tan vào ngày hôm sau. Dù vậy, một hoàn lưu xoáy những đám mây vẫn duy trì tồn tại trong vài ngày. Carlos không đe dọa đến đất liền, ngoại trừ đảo Socorro, địa điểm mà nó di chuyển qua gần. Không có thiệt hại về người hay vật chất được báo cáo.

### Áp thấp nhiệt đới 5-E
Áp thấp nhiệt đới Five-E hình thành vào chiều ngày 29 tháng 6 và nó đã di chuyển thất thường về phía Tây. Trong ngày 1 tháng 7, áp thấp nhiệt đới suy yếu đi một chút, nhưng đã nhanh chóng mạnh trở lại sau đó. Hệ thống tan vào ngày 4 tháng 7 và không đe đọa đến đất liền.

### Bão Felicia
Một vùng thời tiết nhiễu động rộng lớn đã hình thành vào ngày 13 tháng 7. Hệ thống sau đó phát triển thành một áp thấp nhiệt đới trên vùng biển phía Nam Manzanillo, Colima trong ngày hôm sau. Ban đầu áp thấp nhiệt đới tăng cường chậm chạp bởi độ đứt gió không phù hợp do vị trí của nó nằm gần với cơn bão Enrique trong khoảng hai ngày. Tuy nhiên, áp thấp nhiệt đới đã mạnh lên thành bão nhiệt đới Felicia vào cuối ngày 15 khi nó di chuyển theo hướng Tây - Tây Bắc. Quá trình tăng cường tiếp tục, và một mắt bão đã hình thành. Do đó, Felicia được nâng cấp lên thành bão cuồng phong vào ngày 17. Tiếp theo, sự phát triển đã chững lại một lần nữa bởi độ đứt gió, và như vậy cường độ của cơn bão không thể tăng thêm. Sau khi độ đứt gió giảm, Felicia bắt đầu mạnh lên và đạt cường độ tối đa với vận tốc gió 135 dặm/giờ (215 km/giờ) cùng áp suất 948 mbar (hPa), tương ứng bão cấp 4. Di chuyển chủ yếu theo hướng Tây, hệ thống đã đi vào vùng nước lạnh, kết hợp với việc độ đứt gió tăng lên lần thứ ba, Felicia dần duy yếu. Không lâu sau khi giảm cấp xuống bão nhiệt đới, nó đã vượt kinh tuyến 140°T, trước khi tiếp tục suy giảm xuống còn áp thấp nhiệt đới vào ngày 22. Không có tổn thất nào được ghi nhận.

### Áp thấp nhiệt đới 1-C
Vào ngày 23 tháng 7, một vùng nhiễu động nhiệt đới biểu lộ dấu hiệu phát triển và ba ngày sau nó đã trở thành áp thấp nhiệt đới One-C. Hệ thống di chuyển theo hướng Tây - Tây Nam dưới một môi trường không thuận lợi. Áp thấp nhiệt đới tan vào sáng ngày 27, do độ đứt gió mạnh gây ra bởi một rãnh thấp trên tầng cao. Không có thiệt hại nào được báo cáo.

### Bão Guillermo
Một sóng đông tiến vào Đông Thái Bình Dương trong ngày 27 tháng 7 đã phát triển thành một áp thấp nhiệt đới ba ngày sau, trước khi nó tiếp tục mạnh lên thành bão nhiệt đới Guillermo trong ngày 31. Hệ thống mạnh lên rất nhanh, đạt cấp độ bão cuồng phong vào ngày 1 tháng 8. Ngày hôm sau, nó đã trở thành một cơn bão lớn, trước khi đạt trạng thái bão cấp 4 trong ngày mùng 3. Quá trình tăng cường nhanh chóng tiếp tục, và sang ngày tiếp theo Guillermo đã trở thành một cơn bão cấp 5. Hệ thống đạt đỉnh với sức gió 160 dặm/giờ (260 km/giờ) cùng áp suất 919 mbar (hPa).
Sau đó Guillermo suy yếu chậm, và đến ngày 8 tháng 8 nó đã giảm cấp xuống còn bão nhiệt đới, trước khi vượt kinh tuyến 140°T đi vào vùng Trung tâm Thái Bình Dương. Cuối ngày mùng 8 Guillermo suy yếu xuống áp thấp nhiệt đới, nhưng 24 giờ sau nó đã mạnh trở lại thành bão nhiệt đới khi gặp được một vùng nước ấm nhỏ. Một thời gian sau cơn bão lại suy yếu và cuối cùng nó đã chuyển đổi thành một xoáy thuận ngoại nhiệt đới trong sáng sớm ngày 16. Những tàn dư của Guillermo đã di chuyển vòng lại trên vùng Bắc Thái Bình Dương, sau đó chúng tồn tại thêm vài ngày, trôi dạt về phía Nam trước khi bị hấp thụ bởi một xoáy thuận vĩ độ trung trong ngày 24 tháng 8 ngoài khơi California.

### Bão Hilda
Một sóng nhiệt đới di chuyển vào vùng Đông Bắc Thái Bình Dương đã phát triển thành áp thấp nhiệt đới Ten-E trong ngày 10 tháng 8. Bất chấp độ đứt gió có đôi chút không thuận lợi, áp thấp nhiệt đới vẫn đã mạnh lên thành bão nhiệt đới vào cuối ngày 11. Ngày hôm sau, Hilda đạt đỉnh là một cơn bão nhiệt đới trung bình với sức gió 50 dặm/giờ (85 km/giờ). Duy trì cường độ tối đa trong vòng 24 tiếng, cơn bão dần duy yếu do độ đứt gió tăng lên. Vào ngày 14, Hilda giảm cấp xuống áp thấp nhiệt đới trước khi tan trong sáng sớm ngày hôm sau. Không có thiệt hại nào được ghi nhận từ cơn bão.

### Bão Linda
Một vùng nhiễu động nhiệt đới hình thành vào ngày 9 tháng 12 đã phát triển thành áp thấp nhiệt đới 14-E trong cùng ngày. Hệ thống di chuyển theo hướng Tây Bắc và mạnh lên thành bão nhiệt đới Linda trong ngày hôm sau. Tiếp đó, Linda mạnh lên rất nhanh và đạt đến cấp độ bão cuồng phong vào ngày 11. Linda đạt đỉnh trong ngày 12 với sức gió tối đa 185 dặm/giờ (295 km/giờ) cùng áp suất tối thiểu 902 mbar (902 hPa), những giá trị giúp cho nó trở thành cơn bão Đông Bắc Thái Bình Dương mạnh nhất từng được ghi nhận tại thời điểm đó. Một thời gian sau, Linda di chuyển vào vùng nước lạnh và suy yếu xuống thành bão nhiệt đới trong ngày 16. Tiếp theo cơn bão tiếp tục suy yếu chậm cho đến khi tan vào ngày 17.
Linda đã di chuyển qua rất gần đảo Socorro. Ngoài ra, những dự báo ban đầu nhận định rằng Linda sẽ đổ bộ vào California, tuy nhiên điều này không xảy ra. Dù vậy, Linda đã gây sóng lớn, là nguyên nhân của một vụ tai nạn trên bờ biển California. Lượng hơi ẩm từ cơn bão cũng góp phần tạo ra một trận lở đất tại miền Nam California khiến 79 ngôi nhà bị hư hại hoặc phá hủy.

### Áp thấp nhiệt đới Three-C
Một vùng nhiễu động nhiệt đới hình thành tại vị trí gần kinh tuyến 140°T đã phát triển thành áp thấp nhiệt đới Three-C vào ngày 6 tháng 10. Mặc cho nhiệt độ nước biển rất ấm, và độ đứt gió chỉ ở mức trung bình, áp thấp nhiệt đới đã di chuyển chậm về phía Tây mà không có bất kỳ sự tăng cường độ nào. Hệ thống tan vào ngày hôm sau.

### Áp thấp nhiệt đới 4-C
Một vùng nhiễu động nhiệt đới hình thành vào cuối tháng 10 đã phát triển thành áp thấp nhiệt đới Four-C trong ngày 30 trên vùng biển phía Nam Hawaii. Nhiệt độ nước biển là rất ấm, dù vậy có đôi chút không khí khô ở phía Bắc hệ thống. Cũng như áp thấp nhiệt đới 03-C, 04-C đã di chuyển chậm về phía Tây và không mạnh thêm, trước khi tan vào ngày hôm sau.

### Bão Paka
Vào ngày 2 tháng 12, hai ngày sau khi mùa bão kết thúc, áp thấp nhiệt đới Five-C đã hình thành trên vùng Trung tâm Thái Bình Dương. Đây là áp thấp nhiệt đới thứ hai hình thành trên khu vực phía Đông đường đổi ngày quốc tế trong tháng 12 từng được biết đến; sau bão Winnie năm 1983. Khi nằm tại địa điểm phía Tây rạn san hô vòng Palmyra, áp thấp nhiệt đới đã mạnh lên thành bão nhiệt đới Paka. Trong lúc di chuyển về phía Tây với tốc độ ổn định, không khí khô và độ đứt gió đã cản trở quá trình phát triển của cơn bão, cho đến khi nó vượt đường đổi ngày quốc tế trong ngày 6 tháng 12.
Sau khi tiến vào vùng Tây Bắc Thái Bình Dương, Paka đã gặp được một môi trường thuận lợi hơn giúp nó tăng cường. Trong ngày 10 tháng 12 Paka mạnh lên thành bão cuồng phong và di chuyển qua gần rạn san hô vòng Kwajalein với sức gió 120 dặm/giờ (190 km/giờ). Một thời gian sau, Paka đạt đến trạng thái siêu bão cấp 5. Paka đã di chuyển qua sát Guam trong ngày 17 với cấp độ siêu bão và gây tổn thất nghiêm trọng cho hòn đảo. Sau đó, cơn bão gặp phải một môi trường thù địch khiến cho nó tan hoàn toàn vào tối ngày 22 tháng 12.